# John Henry Ozanne
John Henry Ozanne (* 23. Dezember 1850 in Saint Peter Port, Guernsey; † 28. Februar 1902 in Bathurst) CMG war ein britischer Verwaltungsbeamter in der Kolonie Gambia.

## Leben
Ozanne, eines von sechs Kindern des Arztes John Ozanne, der in Paris seinen Abschluss machte und Stabschirurg der Royal Guernsey Militia und ein bekannter Befürworter der Homöopathie war, stammt ursprünglich aus Guernsey. Er besuchte das Elizabeth College Guernsey, ebenso wie seine vier Brüder und sein Vater.
Er verbrachte einige Zeit in Australien und Britisch-Guayana, wo er als Manager  einer Zuckerplantage arbeitete. Nach einer kurzen Zeit, die er auf St. Lucia verbrachte, kehrte 1892 nach Großbritannien zurück und schloss sich dem Colonial Service an. So war er im Januar 1893 zum ersten Travelling Commissioners für das Nordufer des Gambia-Flusses ernannt worden. Diese Bezeichnung des Travelling Commissioners wurde später in Divisional Commissioner umbenannt, ab 2006 wurde der Titel auf Gouverneur geändert. Sein Bezirk begann am Suara Bolong (Suara Creek) und erstreckte sich über Niambantang hinaus etwa 120 Meilen flussaufwärts.
Wie sein Amtskollege C. F. Sitwell am Südufer bereiste er das gesamte Gebiet zu Fuß und hielt in jedem größeren Dorf an, um seine neue Position im Plan der Protektoratsregierung zu erläutern. Anschließend übermittelte er die neuesten Vorschriften aus Bathurst und schlichtete Meinungsverschiedenheiten zwischen Dörfern, wobei er mit den afrikanischen Herrschern zusammen saß, wenn diese Zivil- oder Strafsachen verhandelten. Angesichts der langen Geschichte der Unruhen in seinem Territorium stieß Ozanne kaum auf Feindseligkeit oder Groll. Dies lag möglicherweise an der Nähe der Franzosen, die sowohl beim Volk als auch bei ihren Herrschern äußerst unbeliebt waren.
Bevor er am 28. Februar 1902 in Bathurst an der Schwarzwasserfieber starb, hatte Ozanne die Grundlage der britischen Herrschaft in den nördlichen Teilen des Protektorats fest gelegt.

## Auszeichnungen und Ehrungen
Er war ein Companion des Ordens von St. Michael und St. George, der 1897 bei den Diamond Jubilee Honours von Königin Victoria verliehen wurde, und erhielt die Africa General Service Medal (Gambia clasp) für eine Militäraktion, die 1901 auf einer bewaffneten Reise mit dem Dampfer HMC Mansah Kilah den Gambia-Fluss hinauf stattfand.